# Можарове (зупинний пункт)
Можарове — зупинний пункт Знам'янської дирекції залізничних перевезень Одеської залізниці. Розташований на лінії Знам'янка — Помічна між станціями Канатове та Кропивницький в Фортечному районі м. Кропивницький.